# Астафьева, Серафима Александровна
Серафима Александровна Астафьева (в англоязычных источниках Серафина, 1876 — 13 сентября 1934, Лондон, Великобритания) — балерина и балетный педагог.

## Биография

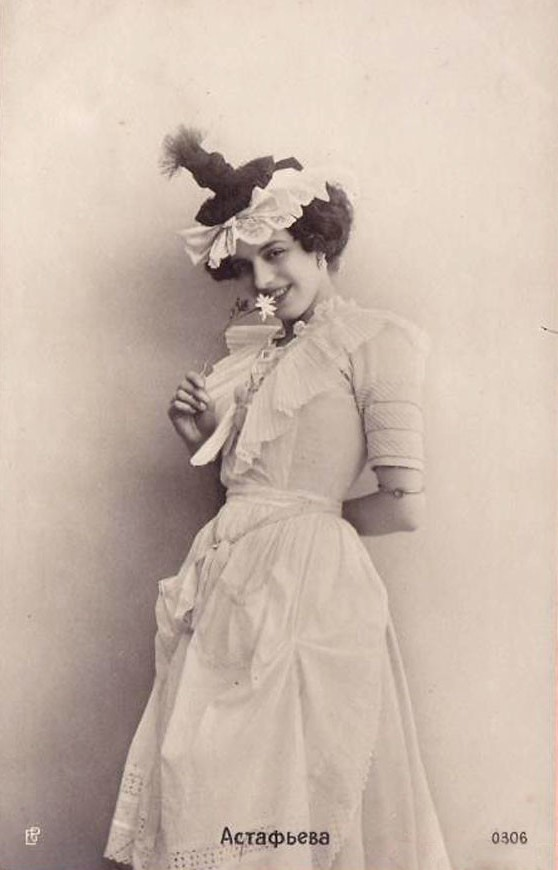
Астафьева С.А., театральная открытка

Биографические сведения о балерине довольно скудны. Серафима родилась в семье дворянина Александра Астафьева, была внучатой племянницей Льва Толстого. Некоторые источники упоминают что именно он посоветовал отдать девочку в балетное училище для восстановления после болезни.
В 1895 году Астафьева закончила Петергургское театральное училище. До 1905 года была солисткой Мариинского театра. С 1909 по 1911 годы выступала с труппой Русских балетов Дягилева. Она танцевала главные роли в балетах «Клеопатра», «Шехеразада» и «Голубой бог».
После ухода со сцены Серафима Астафьева одной из первых русских открыла балетную школу в Лондоне. Среди её учеников была Алисия Маркова, которую именно в школе Астафьевой заметил Дягилев. У неё также учились Антон Долин, за которого она ходатайствовала для принятия в труппу Дягилева, Марго Фонтейн и Мари Рамбер.
На доме, где балерина жила и держала школу (152, Кингс-роуд, Челси), с 1968 года висит мемориальная доска с надписью Princess Seraphine Astafieva (1876—1934) ballet dancer, lived and taught here (1916—1934). Никаких дворянских титулов Астафьева никогда не имела, поэтому странно выглядит эта надпись, где она поименована княгиней.

## Личная жизнь
На следующий год после окончания театрального училища, в 1896 году, Астафьева вышла замуж за танцовщика Иосифа Кшесинского, брата её подруги Матильды Кшесинской. В 1898 году у Серафимы родился сын Вячеслав. Развелись супруги, видимо, через несколько лет.
О втором браке балерины известно из мемуаров Кшесинской: «она вышла очень неудачно замуж за Константина Гревса и скоро разошлась».